# Edifício Moreira Garcez
O Edifício Moreira Garcez é um edifício histórico situado no centro da cidade de Curitiba, no Brasil.

## História
A construção do edifício foi concebida em 1926 pelo prefeito João Cid Moreira Garcez e iniciada no ano seguinte. Projetado pelo engenheiro Eduardo Fernando Chavez e realizado em várias fases, o Moreira Garcez foi inaugurado em 1933 com cinco andares e um subsolo, tornando-se o primeiro arranha-céu de Curitiba e, na época, o terceiro edifício mais alto do Brasil. Em 1937, foi adicionado um andar adicional, enquanto os dois últimos foram concluídos vinte anos depois, levando a estrutura aos atuais oito andares.
A ideia original previa a construção de um hotel de luxo, mas ao longo dos anos o edifício desempenhou diversas funções. Entre as mais significativas, foi sede do consulado da Alemanha Nazista entre os anos 30 e 40, além de ter abrigado um shopping center e a sede da Federação Paranaense de Futebol, antes de ser transformado em um edifício de uso comercial.

## Descrição
O edifício está situado na esquina da Avenida Luiz Xavier com a Rua Voluntários da Pátria, ao lado da Praça Osório. Apresenta um estilo Art déco.